# ماکوتو کوبایاشی
ماکوتو کوبایاشی (به ژاپنی: 小林 誠) ‏ (۷ آوریل ۱۹۴۴) یک فیزیک‌دان ژاپنی است.
او استاد بازنشسته در سازمان پژوهش شتاب‌دهنده پرانرژی (به انگلیسی: High Energy Accelerator Research Organization)(KEK) در سوکوبای ژاپن است.
او در سال ۲۰۰۸ میلای به همراه شیهید ماسکاوا موفق به کسب جایزه فیزیک نوبل شد. او و همکارش این جایزه را به خاطر کشف «منشا تقارن گسیخته» دریافت کردند.
کوبایاشی هم‌اکنون در سکوبای ژاپن بر روی دستگاه‌های شتابگر ذرات بنیادین کار می‌کند.